# Credo (Vivaldi)
Das Credo in e-Moll (RV 591) ist die einzige erhaltene Vertonung des Nicäno-Konstantinopolitanums von Antonio Vivaldi. Es existiert eine weitere Vertonung (RV 592), deren Echtheit bezweifelt wird. Das Credo ist ferner Vivaldis einziges mehrsätziges geistliches Chorwerk ohne Solostimmen.

## Werkbeschreibung

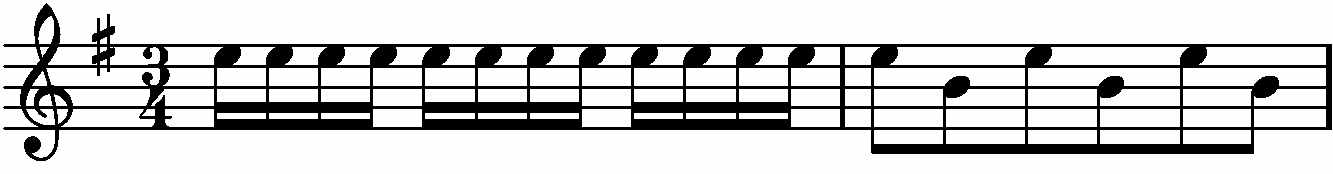
Die ersten zwei Takte der Violinen I und II von RV 591.

Das Werk entstand zwischen 1713 und 1717 während Vivaldis erster Wirkungszeit am Ospedale della Pietà in Venedig.
RV 591 besteht aus 4 Sätzen. Ähnlich wie in In exitu Israel (RV 604) hat der Chor im ersten Satz einen einfachen Rhythmus aus Viertel- und halben Noten, während das Orchester Achtel- und Sechzehntelnoten spielt. Der zweite Satz ist eine kurze Choral-Episode im stile antico, die thematisches Material von Vivaldis Magnificat (RV 610) entlehnt. Dem vierten Satz liegt, ähnlich dem ersten, ein Sechzehntel-Achtel-Motiv zugrunde, und er schließt mit einer Fuge.
Der erste und letzte Satz beginnen mit einem Motiv, das hohe Ähnlichkeit zu einer Passage aus dem Gloria (RV 588) aufweist.
Sätze
1. Credo in unum Deum (Allegro)
2. Et incarnatus est (Adagio)
3. Crucifixus (Largo)
4. Et resurrexit (Allegro)

Besetzung: vierstimmiger gemischter Chor (SATB), Streicher (2 Violinen, Viola), Basso continuo.
Die Aufführungsdauer beträgt ca. 10 Minuten.

## Weitere Vertonungen
Das Ryom-Verzeichnis listet unter RV 592 eine zweite Vertonung des Credo in G-Dur von Vivaldi auf, deren Autorschaft allerdings umstritten ist. Diese Komposition wird auch Johann Adolph Hasse zugeschrieben. Eine weitere Vertonung in G-Dur RV 797 ist verschollen.

## Ausgaben (Auswahl)
- Antonio Vivaldi: Credo, RV. 591. Hrsg.: Alfredo Casella. Ricordi, Mailand 1966, OCLC 861227660.
- Antonio Vivaldi: Credo, RV 591 (e-Moll). Hrsg.: Renato Fasano. Universal-Edition, Wien 1969, OCLC 956302739.
- Antonio Vivaldi: Credo : credo, credo, credo in unum Deum [RV 591] : Per coro a 4 voci miste e b.c. Hrsg.: Gian Francesco Malipiero. Ricordi, Mailand 1970, OCLC 654886546.
- Antonio Vivaldi: Credo, rv 591 – vocal score. Hrsg.: Clayton Westermann. Kalmus, New York 1970, OCLC 4053245 (Reprint: Serenissima Music, 2010, ISBN 978-1-932419-52-8).
- Antonio Vivaldi: Credo. [Ryom 591.] Coro SATB, violino 1, violino 2, viola, basso continuo. Partitur. Hrsg.: Günter Graulich. Carus, Stuttgart 1974.
- Antonio Vivaldi: Credo : per coro a quattro voci miste, due violini, viola e basso ; RV 591. ed. critica. Hrsg.: Paul Everett. Ricordi, Mailand 2003, OCLC 907124284.